# Ekona
Ekona ist eine Kleinstadt im Département Fako in der Region Südwest des Staates Kamerun. Die Stadt hat etwa 7900 Einwohner und ist über eine Straße mit Buea, der früheren deutschen Kolonialhauptstadt verbunden.